# Humphrey Guinness
Humphrey Guinness   (24 de març de 1902 - 10 de febrer de 1986) va ser un jugador de polo britànic que va prendre part en els Jocs Olímpics d'Estiu de Berlín de 1936, on guanyà la medalla de plata en la competició de polo. Compartí equip amb William Hinde, David Dawnay i Bryan Fowler.
Estudià a l'Eton College i la Reial Acadèmia Militar de Sandhurst. Va participar en la Copa Internacional de Polo de 1930 i 1936. Durant la Segona Guerra Mundial va servir com a coronel als Royal Scots Greys.